# ポリャールヌイ

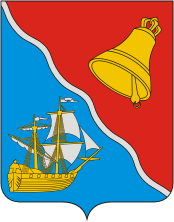
ポリャールヌイ市の旗

ポリャールヌイ（ポリャルヌイ、ロシア語: Поля́рный ）は、ロシア連邦ムルマンスク州の都市である。コラ湾の西岸、ムルマンスク市の北にある閉鎖都市で、ロシア海軍・北方艦隊が駐屯するポリャールヌイ基地がある。北緯は69度11分54にあり、東経は33度27分22にある。

## 歴史
1896年頃に入植してから 3 年後の1899年6月24日に正式に設立した。2005年現在は人口は16800人程度。元々はアレクサンドロフスク（ Алекса́ндровск ）という名称の村であったが、1931年にポリャールヌイへ改称され、1939年に市制へ移行した。